# Yehuda Kiel
Yehuda Kiel (en hebreo: יהודה קיל; nacido en 1916, fallecido el 16 de junio de 2011) fue un educador y comentarista de la Biblia de Israel.

## Biografía
Kiel nació en San Petersburgo, Rusia en 1916. Tras la Revolución Rusa, se mudó con su familia a Panevėžys, Lituania y más tarde a Letonia.
En 1936, Kiel emigró al Mandato de Palestina. Estudió estudios de conocimiento de la Tierra de Israel, historia, sociología y psicología en la Universidad Hebrea de Jerusalén. 
Murió en Jerusalén el 16 de junio de 2011.

## Premios
En 1992, Kiel fue galardonado con el Premio Israel, por estudios judíos.
En 2002, recibió el Yakir Yerushalayim de la ciudad de Jerusalén.